# Oleria attalita
Oleria attalita är en fjärilsart som beskrevs av Richard Haensch 1905. Oleria attalita ingår i släktet Oleria och familjen praktfjärilar. Inga underarter finns listade i Catalogue of Life.